# كول أوف ديوتي: زومبيز

"سجلات الزومبي" آخر إضافة لطور الزومبي، أُصدرت في مايو 2017 للعبة كول أوف ديوتي: بلاك أوبس 3

طور الزومبي هو طور في سلسلة ألعاب كول أوف ديوتي المُطوَّرة من قِبَل تريارك، ظهر لأول مرة في خامس إصدار رئيسي من السلسلة الذي حمَل اسم كول أوف ديوتي: ورلد أت وور كطور بونس (طور فرعي غير رئيسي يظهر بعد إتمام طور القصة) تحت اسم كول أف ديوتي: زومبيز (بالإنگليزية: Call of Duty: Zombies)، وعلى القائمة الرئيسية تحت اسم نازي زومبيز (بالإنگليزية: Nazi Zombies). يقوم اللاعب في هذا الطور بمواجهة حشود لا مُتناهية من الزومبي بمساعدة عدة آلات وأجهزة وأسلحة. يظهر هذا الطور في الإصدار الخامس والسابع والتاسع والثاني عشر من سلسلة كول أڤ ديوتي، وهي المُسماة World at War و Black Ops و Black Ops II و Black Ops III.

## القصة
حسب مطور اللعبة تريارك، في البداية لم يكن هناك أي قصة أو حبكة لهذا الطور، وقد أُضيف فقط لإضافة طور ممتع بعد أن ينهي اللاعب طور القصة، ولكن الطور نال شعبية كبيرة جدًّا في مجتمع اللاعبين، وقد أُضيف له قصة وحبكة لاحقًا. قصة هذا الطور مُتشربكة جدًّا ومُعقدَّة، ولكن يمكن تلخيصها بأن عنصر فضائيًّا يُطلق عليه العنصر 115 (بالإنگليزية: Element 115) وصل الأرض من الفضاء، وقد استغل هذا العنصر وأجرى عليه أبحاث بعض العلماء، مثل المجموعة 935 أو Group 935 الذين أرادوا صنع جيشٍ نازيِّ لا يُقهر في الحرب العالمية الثانية، وكذلك القسم 9 (بالإنگليزية: Division 9) الياباني.

### خط «خطة ريكتوفن الكبرى» الزمني
الخط الزمني الذي يُنفذ فيه ريكتوفن خطته بالسيطرة على الزومبي (الخطة المعروفة رسميًّا باسم "خطة ريشتوفن الكبرى (بالإنگليزية: Richtofen's Grand Schem)" تغطيَّه جميع إصدارات سلسلة ألعاب كول أوف ديوتي زومبيز باستثناء بلاك أوپس 3 وماب أڤ ذ دد من بلاك أوبس 2. في هذا الخط الزمني، تظهر شخصيات ريشتوفن ونيكولاي وتاكيو ودمپسي لأول مرة، وتُعرف في هذا الخط الزمني باسم ألتمس (باللاتينية: Ultimus). ريشتوفن في البداية كان يعمل مع المجموعة 935 ذات الأصل الألماني لاكتشاف آثار وتطبيقات العنصر 115 برفقة العديد من العلماء الآخرين كالدكتور ماكسس والدكتور كروف وغيرهم من العلماء من مُختلف بقاع العالم. بسبب نقص التموين، يطلب الدكتور ماكسس من الحكومة الألمانية النازية دعمهم، وتوافق ألمانيا على ذلك مقابل إنشاء المجموعة 935 أسلحة خارقة للعادة لهم. بعد أن أخبر ماكسس ريشتوفن بالأمر، يصيب ريشتوفن القلق كون مجموعتهم هي مجموعة عالمية وقد لا يستقبل الجميع خبر تمويل أعمالهم من قبل النازيون بسهولة. بعد فترة، ينجح الدكتور ريشتوفن والدكتور كروف بإنشاء أول ناقل أو تلپورتر (بالإنگليزية: Teleporter) وينجحان بنقل جوزة عبر الفضاء بنجاح دون أن تتأثر تركيبتها الكيميائية. عندما يُخبران الدكتور ماكسس بالأمر، يغضب ويُخبرهم بأن نقل جوزة لا يُعد أمرًا مُفرحًا، ويأمرهما بإيقاف أبحاثهما على التلبورتر، إلا أنهما يتابعانهما سرًّا. بعد تفشي خبر دعم النازية للمجموعة، وتأثر الدكتور ماكسس رومانسيًّا بمسعادته صوفيا (بالإنگليزية: Sophia)، وعدم التزامه بوعده بإنشاء سلاح Wunderwaffle DG-2 بأعداد كبيرة، تقرر مجموعة من العلماء، بقيادة ريشتوفن، نقل معقلهم للقمر، حيث يقومون بإنشاء محطة كرفن (بالإنگليزية: Griffin Station) هناك. على سطح القمر يجدون جهازًا غريبًا يطلقون عليه M.P.D. بعدها، يلاحظ الدكتور كروف صدفة بأن الجهاز يأخذ طاقته من الأرواح بعد أن قتل جرذًا كان قُرب الجهاز، فيُرسل ريشتوفن العديد من العلماء والأسرى وعينات البحث ليتم التضحية بهم لتشغيل الجهاز، إلى أن يصل إلى طاقته القصوى بعدها بفترة وما يتبقَّى سوى أن يدخله أحد ليتحكم به. يتفق الدكتور كروف والدكتور ريشتوفن على التخلص من الدكتور ماكسس، ولتنفيذ الخطَّة يُدخل ريشتوفن كل من الدكتور ماكسس وابنته سمانثا وكلبها فَلَفي لجهاز التلپورتر، وعند تشغيل التلپورتر عن طريق الخطأ ينتقل جميعهم للقمر وتدخل سمانثا جهاز الـM.P.D. وتتحكم به. بعد نقلهم يخبر ريشتوفن كروف بإيجاد ماكسس ليقوم بتهدئة سمانثا وإخبراها بالخروج من الجهاز، ولكنه عوضًا عن ذلك يخبرها بأن «تقتلهم جميعًا» لخيانتهم له، فتبدأ سمانثا بتنفيذ ذلك، عن طريق التحكم بالزومبي الذين نشؤوا عن طريق العنصر 115.
تبدأ هجمات الزومبي على جميع معاقل المجموعة 935، وتركِّز سمانثا هجماتها على ريشتوفن للانقام منه بسبب خيانته لأبيها. في تلك الأثناء، يبدأ ريشتوفن بالتخطيط لخطة تسمح له بإزالة سمانثا من الجهاز ليتمكن هو من دخوله، لرغبته بالسيطرة على كل ما في الأثير، فيما يُعرف فيما بعد باسم «خطة ريشتوفن الكُبرى». لأجل ذلك، يتنقل هو وثلاث من الأشخاص الذين أجرى عليهم تجارب باستخدام العنصر 115، مما أدى لفقدانهم لذاكرتهم، للعديد من الأماكن لإحضار الأدوات التي يحتاجها لتنفيذ خُطَّته. هؤلاء الأشخاص هو شخصيات اللعبة الرئيسية، وهم تاكيو ماساكي، رجل ياباني يحلم بإحلال السلام على الأرض عن طريق خدمة الإمبراطور، ونيكولاي بلينسكي، رجل روسي مدمن على شرب الفودكا، ورجل أمريكي يُدعى «تانك» دمبسي، سريع الغضب وقليل الفهم ولكنه «ذو عزيمة قوية» حسب وصف ريشتوفن له. هؤلاء الأربعة، في هذا الخط الزمني، يُطلق عليهم اسم «الألتمس». في النهاية، بعد تنقلهم لعدة أماكن وأخذ ريشتوفن لما يحتاجه، يصلون للقمر ويبدأ ريشتوفن بتنفيذ خطته، ويستبدل جسدة بجسد سمانثا. بعد ذلك، يتواصل الدكتور ماكسس مع أفراد الألتمس ويخبرهم بأن عليهم الإنصات لتعليماته لتقليل أثر أفعال ريشتوفن، فيفعلون ذلك وبعد ذلك يعلمون أن هدف ماكسس كان إحداث ضرر كبير جدًّا على كوكب الأرض من أجل إضعاف سيطرة ريشتوفن على الأثير. مع الأسف بسبب حسابات ماكسس السريعة، فقد أصابت الصواريخ التي أطلقها من القمر العديد من الناس، قاتلة المليارات من البشر.
بعد ذلك لعدة سنوات، يحاول ريشتوفن التلاعب بأربعة أشخاص يُدعون سامويل ستلنكر (بالإنگليزية: Samuel Stuhlinger) ومارلتن جونسن (بالإنگليزية:  Marlton Johnson) وآبيكيل «مِستي» بريارتن (بالإنگليزية: Abigail "Misty" Briarton) ورَسمَن (بالإنگليزية: Russman) من أجل بناء أجهزة استقطاب على كوكب الأرض ليتمكن من استكمال خطته للسيطرة على الأثير بأكمله، هذه المجموعة تُعرف فيما بعد باسم فكْتِسْ (بالإنگليزية: Victis) ولكن ماكسس يكون له بالمرصاد ويقنع المجموعة ببناء أجهزة الاستقطاب لصالحه، وهذا ما تفعله المجموعة في عدة أماكن. في النهاية، بعد بناء جميع أجهزة الاستقطاب، يتمكن ماكسس من السيطرة على الأثير، ويجد ابنته سمانثا بواسطة قواه الجديدة ولكن الأثير أفسده خلال كل هذه السنين، وبعد سيطرته على الأثير يحبس ريشتوفن على هيئة زومبي، ويدمِّر كوكب الأرض بكل من عليه من مخلوقات. بعد أن لاحظت سمانثا إفساد الأثير لوالدها، تُغادر هذا البعد للبعد 63.

## المميزات ونظام اللعب

### نظام اللعب
في كول أف ديوتي: زومبيز، يبدأ اللاعب بمسدس وبـ500 نُقطة. يجني اللاعب النقاط من عدة طُرق، مثل القضاء على الزومبي أو إغلاق النوافذ أو أخذ الطاقات أو استعمال علكات كبل. عند جمع نقاط كافية، يتمكن اللاعب من فتح بوابات ومنافذ تسمح له بالعبور لأماكن جديدة، وكذلك تسمح النقاط للاعب بشراء الأسلحة من الجدران أو من الصناديق السحرية، وشراء الميزات وتشغيل الفخاخ. في أثناء اللعب، تظهر العديد من الطاقات (بالإنگليزية: Power-Ups) عشوائيًا عند قتل الزومبي، ولكل طاقة إمكانيَّة خاصة بها.

#### الطاقات
- ذخيرة قصوى (بالإنگليزية: Max Ammo)
- نقاط مضاعفة (بالإنكليزية: Double Points)
- Insta-Kill
- Nuke
- Fire Sale
- Death Machine
- Carpenter
- Zombies' Blood

#### الميزات

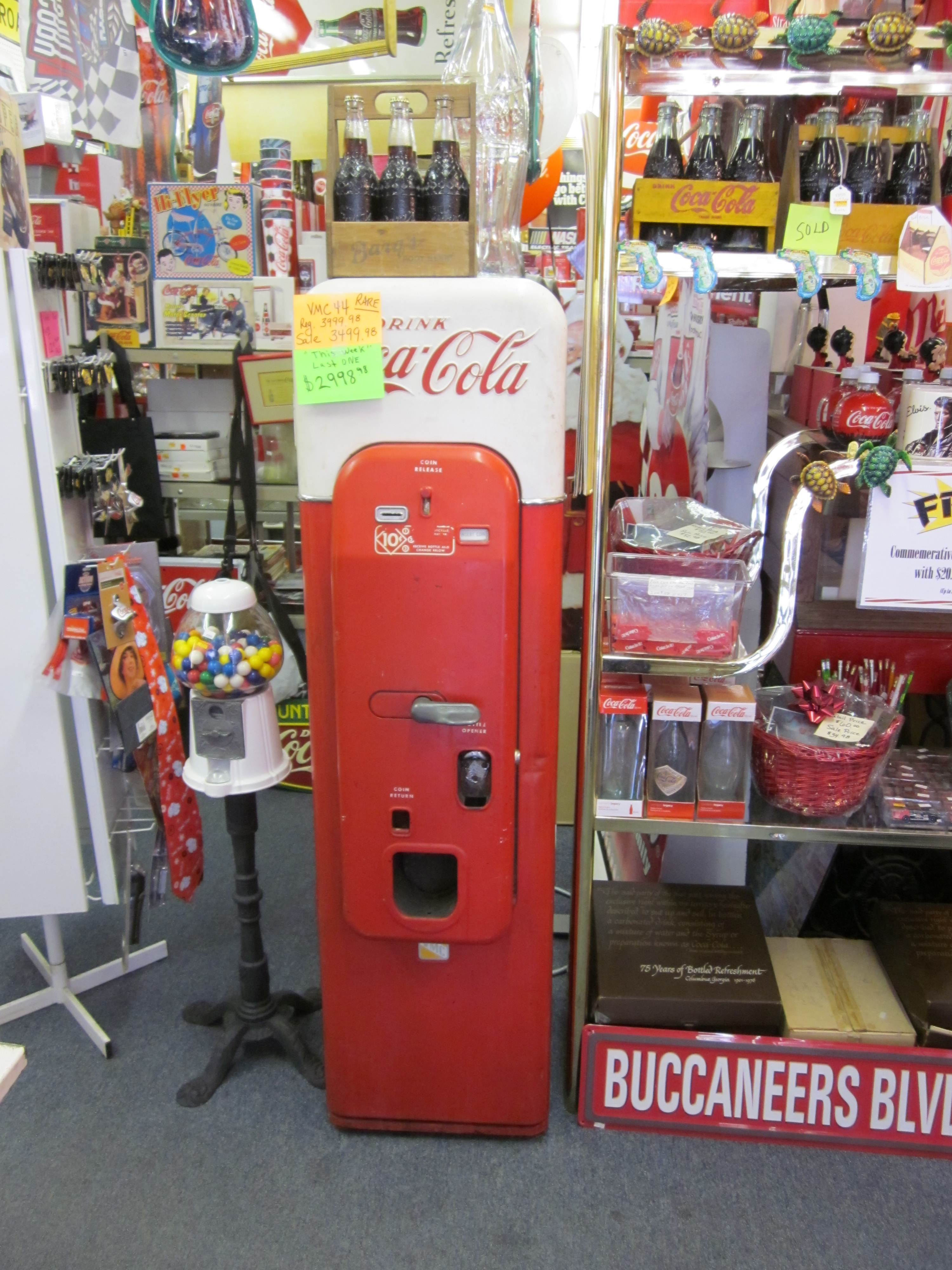
آلة بيع كوكا كولا قديمة، مُشابهة لآلة بيع ميزة الـJugger-Nog

الميِّزات (بالإنگليزية: Perks) هي مشروبات تًعطي اللاعب قُدرة أو تُطورِّر قُدرة سابقة. تُشترى الميزات عن طريق مكينات پرك-أ-كولا (بالإنگليزية: Perk-a-Cola).
- Jugger-Nog: تجعل اللاعب يسقط بعد تلقِّيه خمس ضربات عوضًا عن ثلاث (أربع عوضًا عن اثنتين في النسخ السابقة لبلاك أوبس 3).
- Speed Cola: تُمكِّن اللاعب من تحميل السلاح وإيصاد النوافذ بشكل أسرع.
- Mule Kick: تُمكَّن اللاعب من حمل ثلاثة أسلحة عوضًا عن اثنين فقط.
- Double Tap: يضاعف الرصاص ويزيد قوه الاسلحه
- Quick Revive: إنعاش اللاعبين بشكل اسرع وإذا كنت تلعب سولو لن يجعلك تموت
- Widow's Wine: عندما يضربك الزومبي سوف يجعل الزومبي متجمد وملتصق بشباك عنكبوتية
- PhD Flopper: لا تتأثر بالمتفجرات والرايقن
- Stamin-Up: الجري بسرعه ولمده أطول
- Deadshot Daiquiri: يزيد من الضرر بالرأس
- Tombstone Soda: عندما تموت وتبدأ من جديد ستذهب إلى المكان الذي مت فيه وستجد قبراً إذا اخذته سيعيد لك الاسلحه والبيركات التي كانت معك ما عدا التومب ستون
- Who's Who: تقوم بإرسال نسخة من نفسك مع سلاح البداية من اجل محاولة إنعاش نفسك
- Electric Cherry: عندما تعبيء المخزن ستحدث قوه كهربائيه حولك
- Vulture Aid Elixir: تعطي اللاعب ثلاثة قدرات رؤية اماكن الاشياءمثل اسلحة الجدران آلة التطوير الخ. عند قتل الزومبي يقوم بإسقاط القوى والذخيرة. عند قتل نوع معين من الزومبي الذين يحيط بهم ضباب اخضر ينطلق ذاك الضباب عند الوقوف داخله يتجاهلك الموتى

#### علكة غبل
علكة غبل (تُنطق بالكاف /g/)، (بالإنگليزية: GobbleGum) هي ميزة ظهرت لأول مرة في لعبة بلاك أوپس 3.

#### مكينة باك-أ-بنش
مكينة باك-أ-بنش (بالإنگليزية: Pack-a-Punch Machine) هو جهاز تم تطويره من قبل المجموعة 935، يسمح للاعب بتطوير سلاحه لسلاح مُحسَّن ومُقوَّى.

### الأدوات

#### مفتاح الاستدعاء
مفتاح الاستدعاء (بالإنگليزية: Summoning Key) هو أقوى أداة في الوجود كله، حسب قول الدكتور مونتي ورجل الظل وإدورد ريشتوفن.

#### الكرونوريوم
الكرونوريوم (باللاتينية: Kronorium) هو كتاب يحتوى على العديد من المعلومات حول مفتاح الاستدعاء ومختلف الأبعاد والمجرات والمخلوقات وتاريخ مختلف التحف والأدوات والمخلوقات.

### اللغة الأباثكانية
اللغة الأباثكانية هي اللغة المُستعملة من قِبَل الأباثكان. كما في اللغة الصينية، تستعمل اللغة الأباثكانية رموزًا مقطعيَّة تدل على الكلمات، عوضًا عن الحروف كما في اللغة العربية أو الفرنسية مثلًا.

### لغة الكيبر
لغة الكيبر هي اللغة المُستخدمة من قبل الكيبر.

## الشخصيات
| صورة       | الاسم                 | المابات |
| ---------- | --------------------- | --- |
|            | إدورد ريكتوفن         | Der Riese Kino Der Toten Ascension Shangri-La Moon Origins Der Eisendrache Zetsubou No Shima Gorod Krovi Revelations نسخة بلاك أوبس وبلاك أوبس 3 من Nacht Der Untoten و Verrückt |
|            | تاكيو ماساكي          | Der Riese Kino Der Toten Ascension Shangri-La Moon Origins Der Eisendrache Zetsubou No Shima Gorod Krovi Revelations نسخة بلاك أوبس وبلاك أوبس 3 من Nacht Der Untoten و Verrückt |
|            | نيكولاي بلينسكي       | Der Riese Kino Der Toten Ascension Shangri-La Moon Origins Der Eisendrache Zetsubou No Shima Gorod Krovi Revelations نسخة بلاك أوبس وبلاك أوبس 3 من Nacht Der Untoten و Verrückt |
|            | تانك دمبسي            | كما في الأعلى، بالإضافة لنسخة وورلد آت وار الأصلية من Verrückt ونُسخ بلاك أوبس وبلاك أوبس 3 من Nacht Der Untoten و Verrückt                                                       |
| --         | "سموكي"               | النسخة الأصلية من Verrückt |
| --         | جون بنانا             | النسخة الأصلية من Verrückt |
| غير مرفوعة | سمانثا "سام" ماكسِس    | Moon |
|            | جون ف. كندي           | Five |
|            | فيديل كاسترو          | Five |
|            | روبرت ماكنامارا       | Five |
|            | ريتشارد نيكسون        | Five |
|            | سارة ميشل كلر         | Call of the Dead |
|            | روبرت إنكلند          | Call of the Dead |
|            | داني تريهو            | Call of the Dead |
|            | مايكل رُكر             | Call of the Dead |
| غير مرفوعة | آبيكيل "مِستي" بريارتن | Green Run Die Rise Buried |
| غير مرفوعة | سامويل ج. ستلنكر      | Green Run Die Rise Buried |
| غير مرفوعة | مارلتن جونسن          | Green Run Die Rise Buried |
| غير مرفوعة | رسمن                  | Green Run Die Rise Buried |
| غير مرفوعة | مايكل "فِن" أوليري     | Mob of the Dead |
| غير مرفوعة | آلبرت "ويسل" آرلنكتن  | Mob of the Dead |
| غير مرفوعة | سالفاتور "سال" دلوكا  | Mob of the Dead |
| غير مرفوعة | بلي هاندسم            | Mob of the Dead |
| غير مرفوعة | فلويد كامبل           | Shadows of Evil |
| غير مرفوعة | جِسِكا روز              | Shadows of Evil |
| غير مرفوعة | نيرو بلاكستون         | Shadows of Evil |
| غير مرفوعة | جاك فِنسنت             | Shadows of Evil |

### إدورد ريكتوفن
الدكتور ادوارد ريكتوفن (بالإنجليزية: Edward Richtofen) (بالألمانية: Edward Richtoven) هو بطل قصة الزومبي أحد أهم الشخصيات وراء ظهور الزومبي وأحد علماء المجموعة 935.

### تاكيو ماساكي
تاكيو ماساكي (بالإنجليزية: Takeo Masaki) (باليابانية: 正木健夫) هو شخصية يابانية تظهر في طور الزومبي.

### نيكولاي بلينسكي
نيكولاي بلينسكي (بالإنجليزية: Nikolai Belinski) (بالروسية:Николай Белинский) هو شخصية روسية سوڤييتية تظهر في طور الزومبي.

### تانك دمبسي
تانك دمبسي (بالإنگليزية: Tank Dempsey) هو شخصية أمريكية تظهر في طور الزومبي.

### دكتور مونتي
مساعد ريكتوفن من بعد اخر

### رجل الظل
=== شخصيات أخرى ===ريكتوفم

## الخرائط
| Nacht Der Untoten | 11 نوفمبر 2008 | نعم | نعم | لا  | نعم             | 4 يونيو 1945، أوروبا المحتلة                                               | لا يوجد لغز رئيسي        |
| Verrückt          | 19 مارس 2009   | نعم | نعم | لا  | نعم             | 6 سبتمبر 1945، برلين، ألمانيا                                              | لا يوجد لغز رئيسي        |
| Shi No Numa       | 11 يونيو 2009  | نعم | نعم | لا  | نعم             | 21 أكتوبر 1945، اليابان                                                    | لا يوجد لغز رئيسي        |
| Der Riese         | 6 أغسطس 2009   | نعم | نعم | لا  | نعم (The Giant) | 28 أكتوبر 1945، بريسلاو‌, ألمانيا (Der Riese) 13 أكتوبر 1945 (The Ginat)    | لا يوجد لغز رئيسي        |
| Kino Der Toten    | 9 نوفمبر 2010  | لا  | نعم | لا  | نعم             | 28 أكتوبر 1963‌، غرب برلين‌, ألمانيا الشرقية                                 | لا يوجد لغز رئيسي        |
| Five              | 9 نوفمبر 2010  | لا  | نعم | لا  | لا              | 6 نوفمبر 1963، البنتاغون                                                   | لا يوجد لغز رئيسي        |
| Ascension         | 1 فبراير 2011  | لا  | نعم | لا  | نعم             | 6 نوفمبر 1963، قىزىلوردا، كازاخستان                                        | ميكانيكية كازيمير        |
| Call of the Dead  | 3 مايو 2011    | لا  | نعم | لا  | لا              | 7 مارس 2011، سايبيريا، روسيا                                               | الشخصيات الأصلية مُحاصرة  |
| Shangri-La        | 28 يونيو 2011  | لا  | نعم | لا  | نعم             | 25 أبريل 1956، المكان غير معروف                                            | السفر عبر الزمن سيُخبرنا  |
| Moon              | 23 أغسطس 2011  | لا  | نعم | لا  | نعم             | 13 أكتوبر 2025، تقع أحداثها في المنطقة 51 في الولايات المتحدة وفي القمر    | خطة ريشتوفن الكُبرى       |
| Green Run/Tranzit | 13 نوڤمبر 2012 | لا  | لا  | نعم | لا              | 21 أكتوبر 2035، واشنطن، الولايات المتحدة الأمريكية                         | برج بابل                 |
| Nuketown Zombies  | 13 نوڤمبر 2012 | لا  | لا  | نعم | لا              | 13 أكتوبر 2025، نيوكتاون، الولايات المتحدة الأمريكية                       | لا يوجد لغز رئيسي        |
| Die Rise          | 29 يناير 2013  | لا  | لا  | نعم | لا              | 22 أكتوبر 2035، المحافظة 22, الصين                                         | صيانة الأعالي            |
| Mob of the Dead   | 16 أبريل 2013  | لا  | لا  | نعم | لا              | 31 ديسمبر 1933، جزيرة ألكاتراز، سان فرانسسكو، كاليفورنيا، الولايات المتحدة | Pop Goes the Weasel      |
| Buried            | 2 يوليو 2013   | لا  | لا  | نعم | لا              | 31 ديسمبر 2035، ناميبيه، أنكولا                                            | Mined Games              |
| Origins           | 27 أغسطس 2013  | لا  | لا  | نعم | نعم             | 4 يونيو 1918، لوغِن، فرنسا                                                  | فتاةٌ صغيرة ضائعة         |
| Shadows of Evil   | 6 نوفمبر 2015  | لا  | لا  | لا  | نعم             | 25 أبريل 1944، مورك ستي‌, الولايات المتحدة الأمريكية                        | نهاية العالم: تم تفاديها |
| Der Eisendrache   | 2 فبراير 2016  | لا  | لا  | لا  | نعم             | 5 نوفمبر 1945، سالتسبورك، ألمانيا                                          | كيپر أخي                 |
| Zetsubou No Shima | 19 أبريل 2016  | لا  | لا  | لا  | نعم             | 18 أكتوبر 1945، مايكرونيسيا                                                | بذور الشك                |
| Gorod Krovi       | 12 يوليو 2016  | لا  | لا  | لا  | نعم             | 6 نوفمبر 1945، ستالنغراد، روسيا                                            | حب وحرب                  |
| Revelations       | 6 سبتمبر 2016  | لا  | لا  | لا  | نعم             | غير معروف                                                                  | من أجل خير الجميع        |

| متوفرة علىاللعبة | PC  | PlayStation 3             | Xbox 360                  | PlayStation 4 | Xbox One |
| ---------------- | --- | ------------------------- | ------------------------- | ------------- | -------- |
| World at War     | نعم | نعم                       | نعم                       | لا            | نعم      |
| Black Ops        | نعم | نعم                       | نعم                       | لا            | نعم      |
| Black Ops II     | نعم | نعم                       | نعم                       | لا            | نعم      |
| Black Ops III    | نعم | نعم (فقط أول ثلاثة ماپات) | نعم (فقط أول ثلاثة ماپات) | نعم           | نعم      |
| Black Ops IIII   | نعم | لا                        | لا                        | نعم           | نعم      |

### ناخت دير أونتوتن
ناخت دير أونتوتن (Nacht Der Untoten - «ليلة الغير ميِّت») هو أول ماب في طور الزومبي بأكمله، ظهر لأول مرة في Call of Duty: World at War، وتم إعادة نشره مرتين للعبة Call of Duty: Black Ops في حزمة خرائط REZURRECTION و Call of Duty: Black Ops III في حزمة Zombies Chronicles.
في الخط الزمني الأصلي (خط خطة ريشتوفن الكبرى، تتحطم طائرة جنود مارينز أمريكية في إحدى مناطق ألمانيا النازية الجوية المهجورة في 4 يونيو 1945، فتصطدم بشاحنة تخص جروب 935 كانت تقل عددًا من الناس الذين أُجريت عليهم تجارب بالعنصر 115. بعد الاصطدام، لم يُنجو من الحادثة سوى أربعة جنود مارينز، أما البقية فقد ماتوا إثر الاصطدام أو إثراء هجوم الزومبي الذين خرجوا من الشاحنة بعد الاصطدام. يُقاتل النجاة الأربعة حُشود الزومبي قدر ما يستطيعون في ملجأ قريبة من القاعدة الجوية إلى أن يلقوا جميعهم حتفهم.
في الخط الزمني الحال الذي غيَّرت أفعال ريشتوفن ورجل الظل مجرياته، تُقاتل شخصيات الألتمس (دمبسي 1.0، ريشتوفن 1.0، نيكولاي 1.0 وتاكيو 1.0) حشود الزومبي بدلًا من المارينز، ولكن لا يُعلم سبب وجودهم هناك. ينجو جميعهم من الهجوم في النهاية.

### فيغوكت
فيغوكت (Verrückt - «مجنون») هو ماب ظهر لأول مرة في لعبة Call of Duty: World at War، وتم إعادة نشره مرتين للعبة Call of Duty: Black Ops في حزمة خرائط REZURRECTION و Call of Duty: Black Ops III في حزمة Zombies Chronicles.
في الخط الزمني الأصلي تدور أحداث الماب حول فرقة مارينز أمريكية تتكون من أربعة جنود بقيادة «تانك» دمبسي (بالإنگليزية: "Tank" Dempsey) أُرسلت لمصحَّة فيتناو [الإنجليزية] في برلين في ألمانيا، أحد منشآت أبحاث قروب 935، لإحضار جاسوس أمريكي يُدعى بيتر مكين (بالإنگليزية: Peter McCain) كان قد أُرسل هناك للتجسس على أعمال المجموعة الألمانية. لسوء حظهم، يتزامن وصولهم مع حدوث تفشي للزومبي في المكان، فيقاتلونهم حتى يلقى جميعهم حتفهم باستثناء تانك دمبسي الذي يُقبض عليه ويُرسل لريشتوفن، أحد علماء قروب 935، لإجراء تجارب تأثيرات العنصر 115 عليه.
في الخط الزمني الحالي، أبطال الماب هم شخصيات الألتمس، ولا يوجد توضيح لقصة أو سبب وجودهم هناك.

### شي نو نوما
شي نو نوما (Shi No Numa/死の沼 - «مستنقع الموت») هو ماب ظهر لأول مرة في لعبة Call of Duty: World at War، وتم إعادة نشره مرتين للعبة Call of Duty: Black Ops في حزمة خرائط REZURRECTION و Call of Duty: Black Ops III في حزمة Zombies Chronicles.
في هذا الماب كان أول ظهور لشخصيات الطور الرئيسية جميعهم: إدورد ريشتوفن، نيكولاي بلينسكي، تانك دمبسي وتاكيو ماساكي؛ تدور قصة الماب حول سفرهم لمنشأة الشمس المُشرقة اليابانية التابعة للقسم 9 الياباني ليتمكَّن ريشتوفن استعادة مذكراته التي ستُساعده على تنفيذ خُطته الكُبرى.

### دير غيزه
دير غيزَه (Der Riese - «العملاق») هو ماب ظهر لأول مرة في لعبة Call of Duty: World at War، وتم إعادة إنتاجه للعبة Call of Duty: Black Ops في حزمة خرائط REZURRECTION
في لعبة Call of Duty: Black Ops III، تمت إعادة إنتاج الخريطة تحت اسم The Giant، وهو ترجمة لاسم الماب الأصلي للغة الإنگليزية. نسخة بلاك أوبس 3 ليست مجرد رماستر بل إعادة إنتاج كاملة بأصوات ورسومات جديدة ومهمة جديدة، وتقع أحداثها في خط زمني مختلف (خط البرمس، مقارنة مع خط الألتمس في نسختي ورلد آت وار وبلاك أويس) تدور أحداث الماب في عام 1945 في بريسلاو‌, ألمانيا.
في الخط الزمني الأصلي، تعود جماعة الألتمس لمصنع دير غيزَه لاستخدام التلبورتر (بالإنگليزية: Teleporter) للانتقال للقمر لكي يتمكن ريشتوفن من تنفيذ خطته بعد أن استعاد مُذكراته، إلا أنَّ تحميل التلبورتر بطاقة أكثر من اللازمة يتسبب في نقلهم عبر الزمن إلى الماب التالي (كينو دير توتن) وضياع مذكرات ريشتوفن.
في الخط الزمني الحالي، تعود شخصيات البرمس بقيادة ريشتوفن لمنشأة دير غيزَة من أجل قتل ريشتوفن 1.0 واحتجاز روحه في مفتاح الاستدعاء.

### كينو دير توتن
كينو دير توتن (Kino Der Toten - «مسرح الميت») هو ماب ظهر لأول مرة في لعبة Call of Duty: Black Ops، وتم إعادة إنتاجه للعبة Call of Duty: Black Ops III في حزمة Zombies Chronicles.

### فايف
فايڤ (Five - «خمسة») هو ماب ظهر لأول مرة في لعبة Call of Duty: Black Ops.

### أسنشن
أسنشن (Ascension - «اعتلاء») هو ماب ظهر لأول مرة في لعبة Call of Duty: Black Ops، وتم إعادة إنتاجه للعبة Call of Duty: Black Ops III في حزمة Zombies Chronicles.

### كال أوف ذ ديد
كال أوف ذَ دِيد (Call of the Dead- «نداء الموتى») هو ماب ظهر لأول مرة في لعبة Call of Duty: Black Ops.
يذهب ريكتوفن ومعه الشخصيات للبحث عن حجر الفوكسينق ستون ويتلقى مساعدة من بروك وغاري وهما شخصيتان علقا في دائره زمنيه تجبرهما على عيش نفس الاحداث مرار وتكرارا وبعدما يتعرف عليهما ريكتوفن يساعدونه على الحصول على حجر الفوكسينق ستون

### شانغريلا
شانكري-لا (Shangri-La) هو ماب ظهر لأول مرة في لعبة Call of Duty: Black Ops، وتم إعادة إنتاجه للعبة Call of Duty: Black Ops III في حزمة Zombies Chronicles.

### مون
مون (Moon - «القمر») هو ماب ظهر لأول مرة في لعبة Call of Duty: Black Ops، وتم إعادة إنتاجه للعبة Call of Duty: Black Ops III في حزمة Zombies Chronicles.

### غرين رن - ترانزت
غرين رن (Green Run)، وكذلك تُسمَّى ترانزت (Tranzit)، هو أول ماب لنمط الزومبي في لعبة Call of Duty: Black Ops II.

### نيوكتاون زومبيز
نيوكتاون زومبيز (Nuketown Zombies) هو ماپ ظهر في لعبة Call of Duty: Black Ops II، وتقع أحداثه في خريطة نيوكتاون المتواجدة في نمط الأونلاين في ألعاب Black Ops و Black Ops II و Black Ops III.

### داي رايز
داي رايز (Die Rise) هو ماب ظهر في لعبة Call of Duty: Black Ops II، تقع أحداثه في الصين.

### ماب أوف ذ ديد
ماب أوف ذَ دِيد (Mob of the Dead - «أوباش الموتى»)، كذلك يُطلع عليه اسم Alcatraz كناية عن اسم السجن الذي تقع فيه أحداث الماب، هو ماب ظهر في لعبة Call of Duty: Black Ops II.

### برد
بَرِد (Buried - «مدفون») هو ماب ظهر في لعبة Call of Duty: Black Ops II، تقع أحداثه في أنغولا.

### أورجنز
أورجنز (Origins - «أُصول») هو ماپ ظهر لأول مرة في لعبة Call of Duty: Black Ops II، وتم إعادة إنتاجه للعبة Call of Duty: Black Ops III في حزمة Zombies Chronicles.

### شادوز أف إيفل
شادوز أف إيفل (Shadows of Evil - «ظلال الشر») هو ماب ظهر لأول مرة في لعبة Call of Duty: Black Ops III، تدور أحداثه في عام 1940 في مدينة مورك ستي الخيالية في الولايات المتحدة، وتضم أربع شخصيات، حيث سيجتمع الأبطال الأربعة لصد هجوم الزومبي والنجاة واتباع عدة خطوات للتخلص منهم بمساعدة رجل الظل (Shadow Man).

### دير آيزندغاخَه

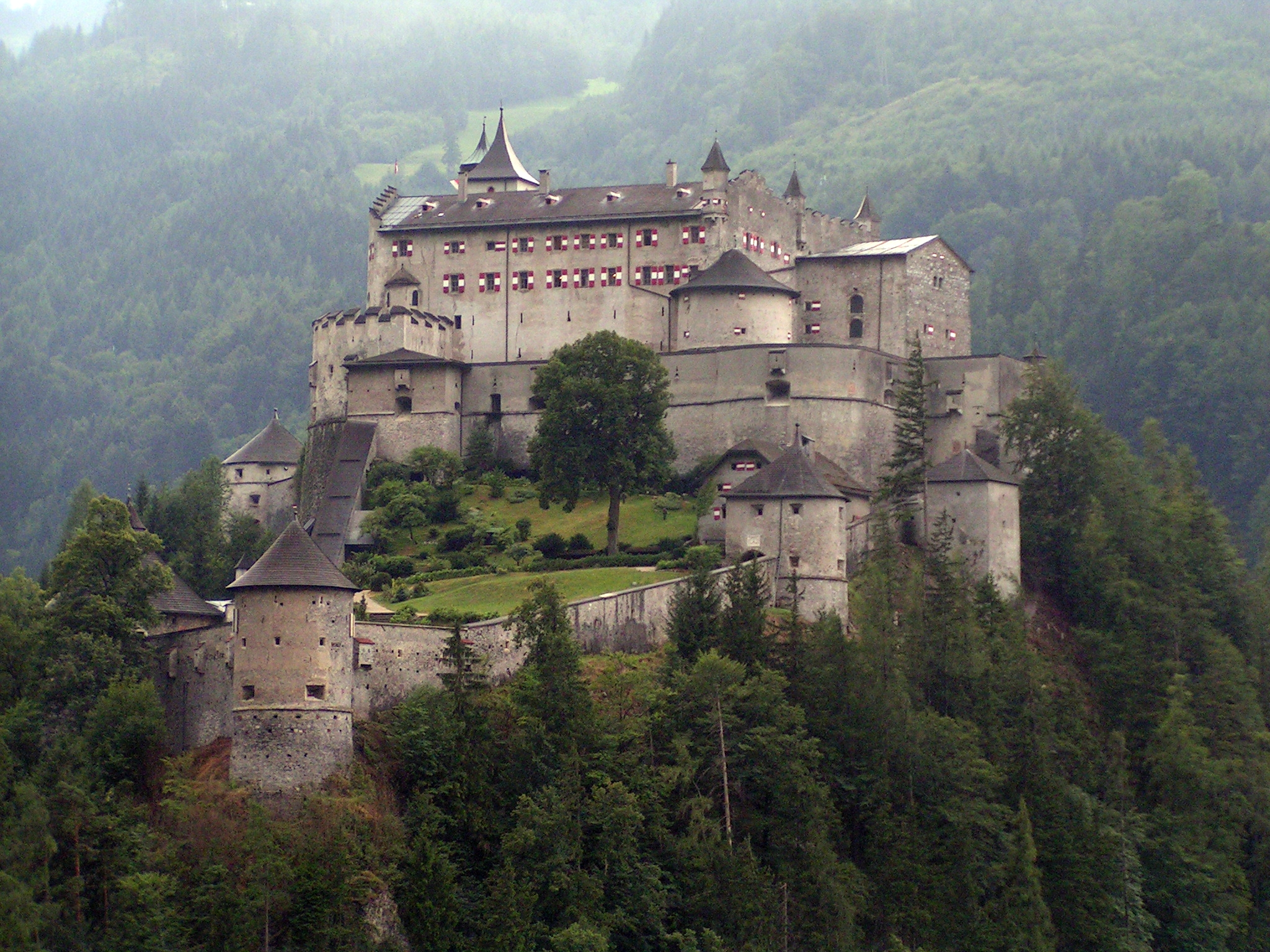
قلعة هوهن ويرفن، حيث اقتُبِس تصميم قلعة دير آيزندغاخه

دير آيزندغاخَه (Der Eisendrache - «التنين الحديدي»): هي الخريطة المرفقة مع الدي أل سي الأول المسمَّى Awakening، تقع أحداثها في سالزبورغ, ألمانيا أثناء احتلالها من النمسا عام 1945. تقع احداث الخريطة في قلعة عش الصقر أو قلعة كربفون، أحد معاقل Group 935.

### زيتسوبو نو شيما
زيتسوبو نو شيما (Zetsubou No Shima/絶望の島 - «جزيرة اليأس»): الخريطة المرفقة مع الدي أل سي الثاني Eclipse، تقع أحداثها في إحدى الجزر في المحيط الهادي عام 1945 حيث تقع منشأة القسم التاسع (Division 9).

### كورد كروفي
كورد كروفي (Gorod Krovi/Город Крови - «مدينة الدم»): الخريطة المرفقة مع الدي أل سي الثالث Descent، تقع أحداثها في ستالينغراد, روسيا عام 1945.

### رفليشنز
رفليشنز (Revelations - «وُحيّ»): الخريطة المرفقة مع الدي أل سي الرابع Salvation للعبة بلاك أوبس 3، وهو الماب الأخير في لعبة بلاك أوپس 3.
بعد أن نجح ريشتوفن بتنفيذ خطته وبعد أن عمَّ السلام على «عالمهم المثالي»، يُفسد الدكتور ماكسِس خطأً كل شي بعد أن أطلقَ سراح رجل الظل من مفتاح الاستدعاء، الذي بدوره قام بإنشاء منافذ ليعبر منها الأباثكان، مُدمرينَ الكوكب ومهددينَ بإبادته. العالم المثالي الذي عملت شخصيات البرمس من أجل خلقه صار في حالة كارثية، فتستعد الشخصيات الأربعة لرحلتهم الأخيرة؛ القضاء على رجل الظل والتخلص من الأباثكان ليعمَّ السلام عالمهم مرة أخرى.

## الموسيقى
لغاية ماب مون.
| الماب                  | الموسيقى                     | المؤدِّي         |
| ---------------------- | ---------------------------- | -------------- |
| ناخت دير أنتوتن        | Undone                       | Kevin Sherwood |
| Lullaby for a Dead Man | Elena Siegman                |                |
| شي نو نوما             | Elena Siegman                | The One        |
| Beauty of Annihilation | Elena Siegman                |                |
| كينو دير توتن          | Elena Siegman                | 115            |
| فايف                   | Won't Back Down              | إمينيم         |
| أسنشن                  | Abracadavre                  | Elena Siegman  |
| كول أوف ذا ديد         | Not Ready to Die             | أفنجد سفن فولد |
| شانقري لا              | Pareidolia                   | Elena Siegman  |
| مون                    | Coming Home                  | Elena Siegman  |
| مون                    | Nightmare                    | أفنجد سفن فولد |
| مون                    | Re-Damned                    | Kevin Sherwood |
| مون                    | Pareidolia (Versione 8-bit)  | Kevin Sherwood |
| مون                    | Coming Home (Versione 8-bit) | Kevin Sherwood |